# Karl-Johan Hansson
Karl-Johan Olof "Jocke" Hansson, född 20 april 1939 i Terjärv, död 3 december 2022 i Grankulla, var en finländsk teolog och musikforskare.

## Karriär
Efter tjänstgöring som studentpräst i Helsingfors och Åbo 1968–70 var Hansson bland annat redaktör för Rundradios svenska andaktsprogram 1972–78, sekreterare i svenska psalmbokskommittén 1978–83 och direktor för Finlands svenska folkmusikinstitut 1983–85. Han blev filosofie doktor 1986, var t.f. professor i musikvetenskap 1986–87 och lektor i praktisk teologi vid Åbo Akademi 1987–94. Han blev teologie doktor 1992 och var professor i nämnda ämne där 1997–2003. Han verkade även som musikrecensent i Vasabladet 1985–1993.
I sitt forskningsarbete har Jocke Hansson inriktat sig på hymnologi, både musikvetenskapligt och teologiskt. Han är internationellt erkänd som hymnolog, bland annat som styrelsemedlem i Internationale Arbeitsgemeinschaft für Hymnologie och NordHymn.
Trots att han själv inte skrivit någon psalm har hans skrivande haft stor betydelse för psalmerna.

## Övriga uppdrag
- Kallades av dåvarande biskopen Jan Arvid Hellström till Sveriges första stiftslektor i Växjö 1993–1997.[källa behövs]